# Crue-L Records
Crue-L Records（クルーエル・レコーズ）は、瀧見憲司が主宰する日本のインディーズレーベル。

## 概要
渋谷系を代表するレーベル。パッケージのデザイン性も重視していた。

## 沿革
1991年設立。

## 所属アーティスト
- ラヴ・タンバリンズ
- カヒミ・カリィ
- Eli
- 藤原ヒロシ
- Port of Notes
- ARCH

## 関連アーティスト
- ヴィーナス・ペーター(コンピレーションアルバムに参加)
- ブリッジ(コンピレーションアルバムに参加)

## リンク
- Crue-L Records